# Rurange-lès-Thionville
Rurange-lès-Thionville (Duits:  Rörchingen bei Diedenhofen ) is een gemeente in het Franse departement Moselle (regio Grand Est). De gemeente maakt deel uit van het arrondissement Thionville. Rurange-lès-Thionville telde op 1 januari 2022 2.349 inwoners.

## Geografie
De oppervlakte van Rurange-lès-Thionville bedroeg op 1 januari 2022 8,87 vierkante kilometer; de bevolkingsdichtheid was toen 264,8 inwoners per km².

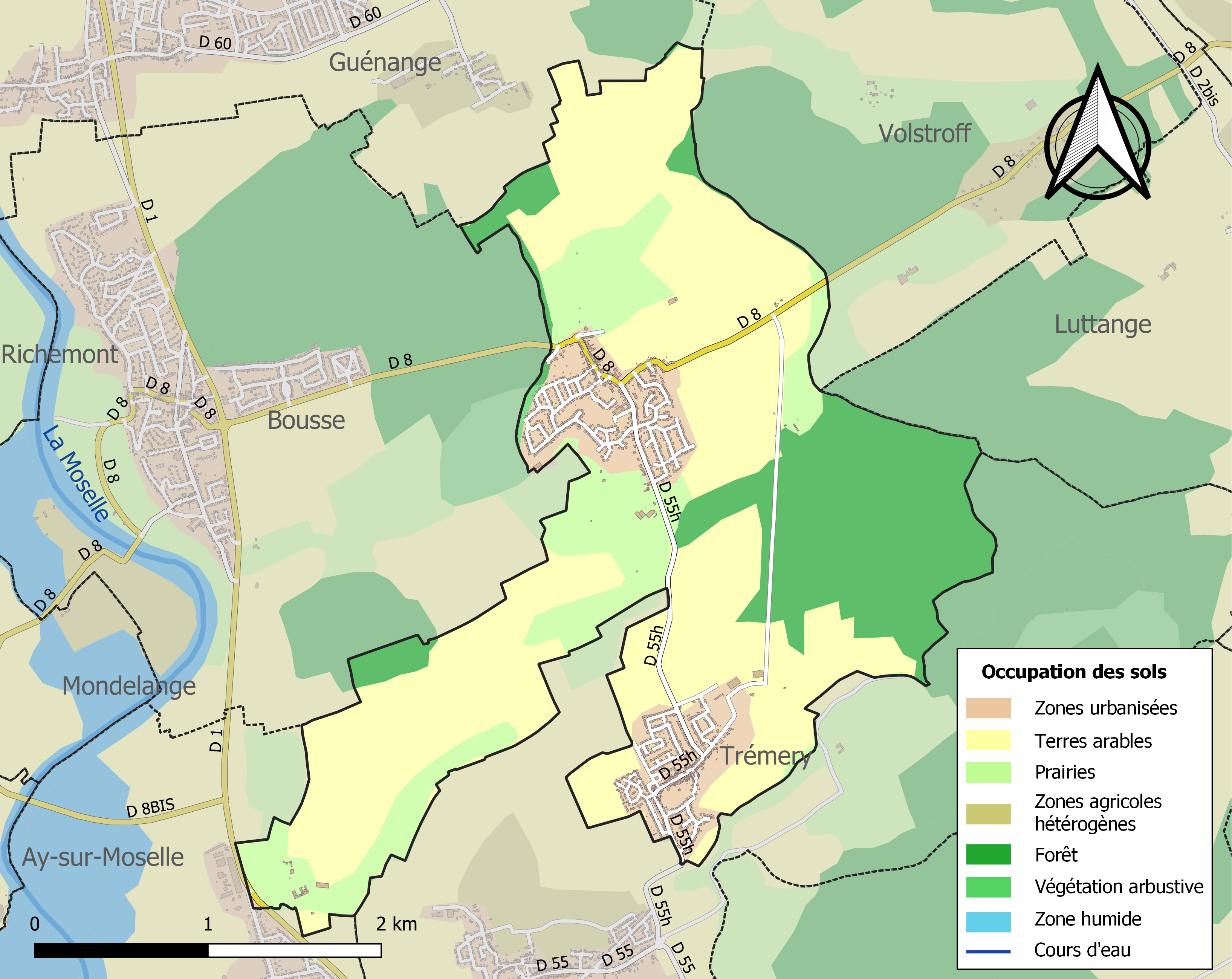
Kaart van de gemeente met de belangrijkste infrastructuur, bodemgebruik en omliggende gemeenten

## Demografie
Onderstaande figuur toont het verloop van het inwonertal (bron: INSEE-tellingen).